# Jaroslav Vild
Jaroslav Vild (* 1969) je český policista, v letech 2014 až 2016 ředitel Útvaru odhalování korupce a finanční kriminality, v letech 2016 až 2017 náměstek ředitele Národní centrály proti organizovanému zločinu, v letech 2017 až 2020 náměstek policejního prezidenta pro Službu kriminální policie a vyšetřování (SKPV) PČR, od července 2020 ředitel Krajského ředitelství policie Plzeňského kraje.
V krajských volbách 2024 kandidoval v Plzeňském kraji na čtvrtém místě kandidátky za SOCDEM, zvolen však nebyl.

## Život a policejní kariéra
Vystudoval Policejní akademii ČR v Praze (získal titul Mgr.) a Provozně ekonomickou fakultu České zemědělské univerzity v Praze (získal titul Ing.). Je držitelem osvědčení Národního bezpečnostního úřadu na stupeň „tajné“.
Působil jako vyšetřovatel hospodářské trestné činnosti, později také v různých vedoucích pozicích na tehdejší Správě Západočeského kraje v Plzni. Dále pracoval v plzeňské expozituře Útvaru odhalování nelegálních výnosů a daňové kriminality (FIPO) či jako náměstek ředitele Krajského ředitelství policie Karlovarského kraje. Byl rovněž pracovníkem na Úřadu služby kriminální policie a vyšetřování Policejního prezidia ČR.
Na Útvaru odhalování korupce a finanční kriminality působil v pozici zástupce ředitele. Když na konci července 2014 na své místo rezignoval tehdejší ředitel Milan Komárek, byl od srpna 2014 pověřen dočasným vedením útvaru.
Od října 2014 jej náměstek policejního prezidenta pro službu kriminální policie a vyšetřování Zdeněk Laube ustanovil řádným ředitelem ÚOKFK, jelikož ho výběrová komise doporučila jako nejvhodnějšího kandidáta. V souvislosti se sloučením ÚOKFK a ÚOOZ do Národní centrály proti organizovanému zločinu se k 1. srpnu 2016 stal náměstkem ředitele tohoto útvaru. Od roku 2017 působí na policejním prezidiu jako náměstek policejního prezidenta pro SKPV.
Od července 2020 se stal ředitelem Krajského ředitelství policie Plzeňského kraje. V lednu 2021 byl přednostně očkován proti nemoci covid-19.